# Oliver Janso
Oliver Janso (Myjava, 8 ottobre 1993) è un calciatore slovacco, difensore dello Slavoj Boleráz.

## Caratteristiche tecniche
È un terzino sinistro.

## Carriera
È cresciuto nelle giovanili del Senica.

## Palmarès

### Club

#### Competizioni nazionali
- Campionato slovacco: 1

Spartak Trnava: 2017-2018